# 乗福寺 (藤沢市)

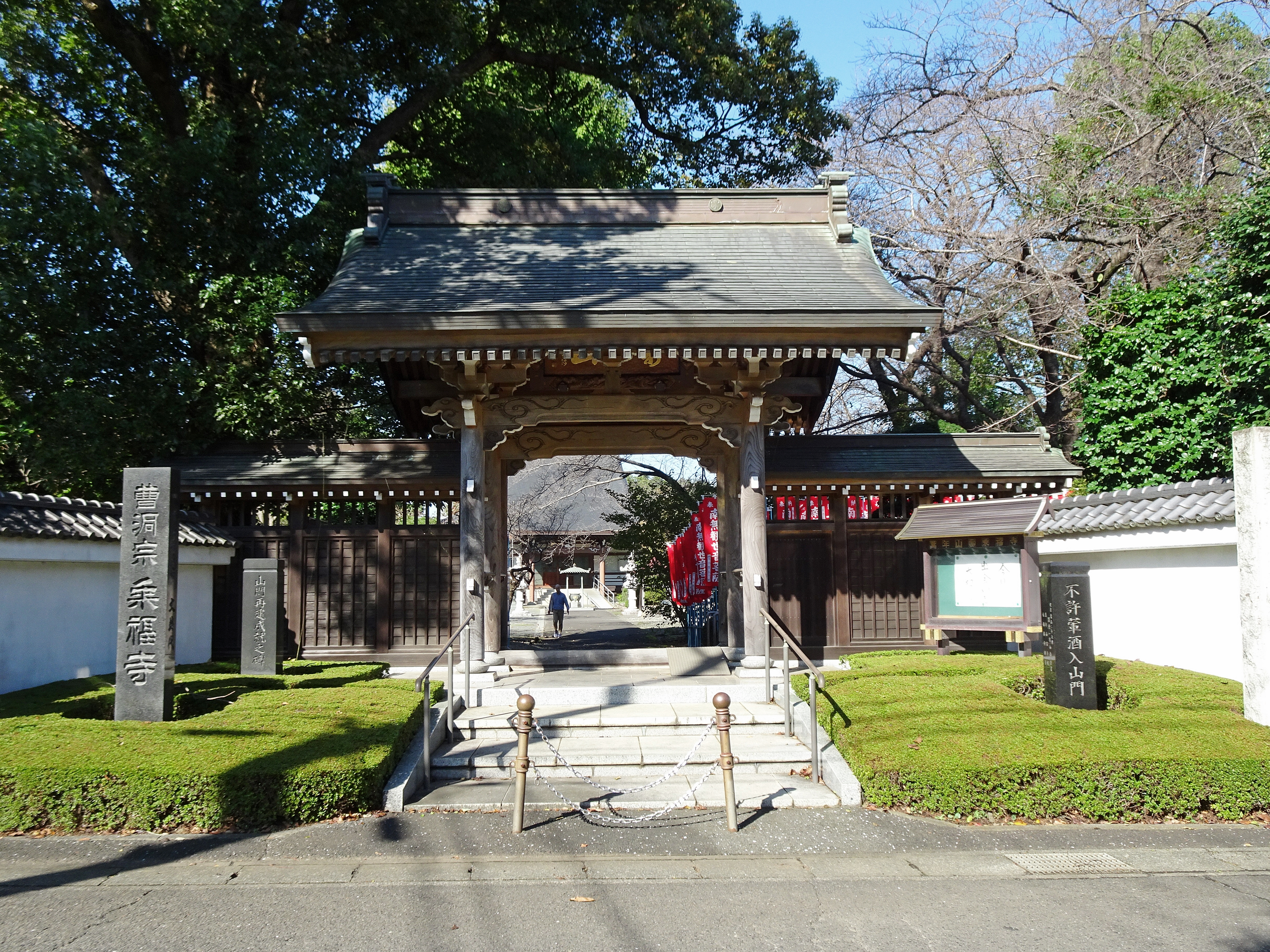
乗福寺山門

乗福寺（じょうふくじ）は、神奈川県藤沢市にある曹洞宗の寺院。山号は万年山。

## 歴史
長元年間（1028年 - 1036年）に垂木御所の開基で真言宗の寺院として創建したが、宝泉寺6世朝岩による再興より曹洞宗となった。明治、大正に2度火災にあい、寺の史料は当時の住職により記述された享保10年（1725年）の『乗福寺縁起』が残るのみである。

## 本尊
- 釈迦如来

## 所在地情報
所在地
神奈川県藤沢市葛原294番地
交通
- 鉄道
  - 長後駅（小田急電鉄江ノ島線）

- バス
  - 天沼入口（神奈川中央交通）